# 한국의 여성 작가 목록
다음은 한국의 여성 작가 목록이다.

## ㄱ
- 강경애
- 강석경
- 강영숙 (소설가)
- 강화길
- 공선옥
- 공지영
- 권여선
- 권택영
- 김남조
- 김려령
- 김명순 (1896년)
- 김별아
- 김사과
- 김선우 (시인)
- 김승희 (시인)
- 김애란
- 김인숙
- 김지원 (소설가)
- 김채원 (소설가)
- 김혜순
- 김후란

## ㄴ
- 나혜석
- 나희덕
- 노천명

## ㅁ
- 모윤숙
- 문정희 (시인)

## ㅂ
- 박경리
- 박완서
- 박화성
- 배수아
- 빙허각 이씨

## ㅅ
- 서영은 (소설가)
- 서하진
- 손보미
- 손소희
- 신경숙
- 심윤경

## ㅇ
- 양귀자
- 어우동
- 여옥
- 오수연 (소설가)
- 오정희 (소설가)
- 유안진
- 윤고은
- 윤이형
- 은미희
- 이경자 (소설가)
- 이혜경 (소설가)
- 임윤지당

## ㅈ
- 전경린
- 정미경 (소설가)
- 정은궐
- 정이현
- 조경란 (소설가)

## ㅊ
- 최유안
- 천운영
- 최윤 (소설가)
- 최정례

## ㅎ
- 하성란
- 한강 (작가)
- 한말숙
- 한무숙
- 허난설헌
- 허수경 (시인)
- 헌경왕후
- 황선미
- 황인숙
- 황정은
- 황진이